# Nils O. Sjöstrand

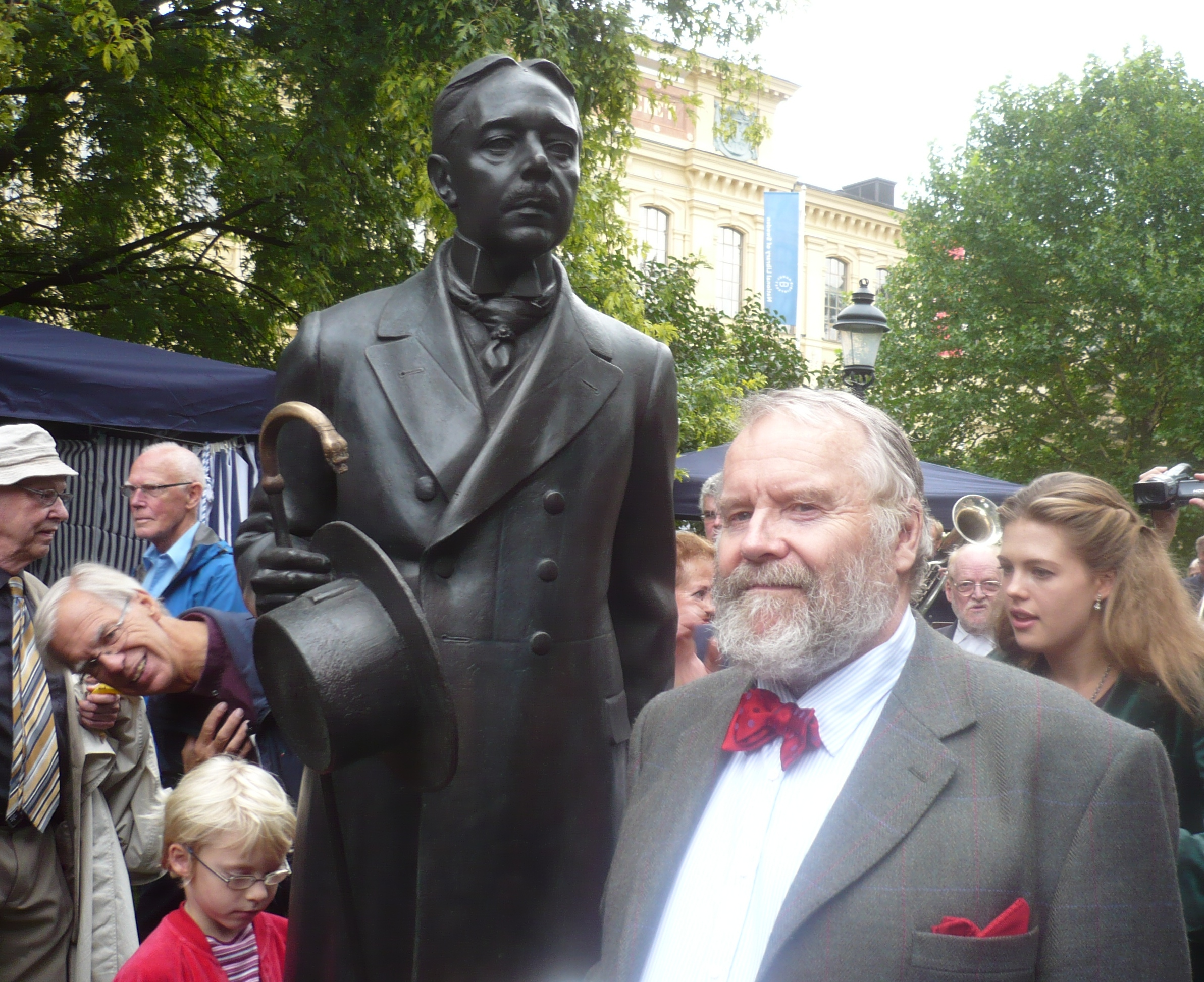
Söderbergsällskapets dåvarande ordförande Nils O. Sjöstrand vid avtäckningen i september 2010 av Hjalmar Söderbergstatyn utanför Kungliga biblioteket vid Humlegården.

Nils-Olof Rutger Sjöstrand, född 8 mars 1937 i Cambridge, är en svensk läkare och professor emeritus i fysiologi vid Karolinska Institutet, samt skriftställare.
Nils O. Sjöstrand har studerat vid Karolinska Institutet och Stockholms universitet samt gått forskarutbildning vid dess universitet liksom i Lund och Oxford. Har är medicine doktor, filosofie kandidat, legitimerad läkare och professor emeritus i fysiologi vid Karolinska institutet. Han disputerade för medicine doktorsgraden 1965. Sedan 2015 är han Jubeldoktor.
Han har varit redaktör för Svensk Medicinhistorisk Tidskrift 2002-10 och huvudredaktör för Sveriges läkarförbunds jubileumsskrift, ”Ett sekel med läkaren i fokus – Sveriges läkarförbund 1903-2003”. Han är sedan 2006 ordförande i Svenska Läkaresällskapets sektion för medicinens historia. Under åren 1991–99 var han ledamot av Sveriges läkarförbunds centralstyrelse och av dess utbildnings- och forskningsdelegation åren 1988–99, från 1995 dess vice ordförande. Sjöstrand efterträdde 2000 litteraturdocenten och författaren Bure Holmbäck, som ordförande i Söderbergsällskapet. Detta uppdrag hade han fram till 2018.
I essaysamlingen ”Viljans frihet och mordets frestelse – iakttagelser angående Doktor Glas”, (Proprius 2003), skrev Sjöstrand om läkaren Poul Bjerres angrepp på Hjalmar Söderbergs roman från 1905  och om hållbarheten i romanens giftpiller. I nummer 3/2006, ”TEMA: Hjalmar Söderberg” av DELS tidskrift ”Parnass”, var han temaredaktör och skrev själv artikeln om ”Hjalmar Söderberg och den stora djävulsstriden 1909”. Likaså var han redaktör för essaysamlingen ”Läkarens plikt och moralens flytande tillstånd – Synpunkter på Hjalmar Söderbergs Doktor Glas”, (Proprius 2010), och skrev där om förebilderna till Doktor Glas, Helga Gregorius och pastor Gregorius samt om romanens tidsmarkörer.
Nils O. Sjöstrand har lett många stadsvandringar i Stockholm, Solna och Ekerö i Hjalmar Söderbergs och dennes romangestalters spår, bland annat som inledning till Kungliga Dramatiska Teaterns sommarföreställningar 2011 av Allan Edwalls dramatisering av Doktor Glas i Krister Henrikssons tolkning. Sjöstrand deltog med inledningsanföranden och i inledande diskussioner när denna föreställning gick på turné i Finland 2008.